# 장프랑수아 라무르
장프랑수아 라무르(프랑스어: Jean-François Lamour, 1956년 2월 2일~)는 프랑스의 펜싱 선수, 정치인으로 주 종목은 사브르이다. 올림픽에 3회 참가하여 금메달 2개, 은메달 1개, 동메달 2개를 획득했고 1984년과 1988년 하계 올림픽 남자 사브르 개인전 금메달과 1984년 하계 올림픽 남자 사브르 단체전 은메달, 1992년 하계 올림픽 남자 사브르 개인전 동메달, 단체전 동메달을 획득했다. 또한 세계 선수권 대회에서 금메달 1개와 동메달 3개를 획득했다.
선수 은퇴 후 1995년 정계에 입문했고 스포츠부 장관(2002~2004, 2004~2008), 파리 시의원(2008~2020), 프랑스 하원 의원(2007~2012, 2012~2017)을 지냈다.